# Hub Vinken
Hubert "Hub" Vinken (Heerlen, 16 d'abril de 1926 - Sittard-Geleen, 30 de març de 2010) va ser un ciclista neerlandès. Com amateur va guanyar una medalla de bronze al Campionat del Món en ruta de 1949. També va competir en el ciclisme en pista.

## Palmarès
- 1949
  -  Campió dels Països Baixos en Scratch
- 1950
  - Vencedor d'una etapa al Tour de Limburg
- 1951
  - Vencedor d'una etapa a la Volta als Països Baixos
- 1952
  -  Campió dels Països Baixos en Scratch